# Берёзовка (Курганская область)
Берёзовка — деревня в Каргапольском районе Курганской области. Входит в состав Майский сельсовет.

## История
Основана в 1922 г. По данным на 1926 год выселок Берёзовка состоял из 26 хозяйств. В административном отношении являлся центром Берёзовского сельсовета Шадринского района Шадринского округа Уральской области.

## Население
| 1989 | 2002 | 2010 |
| ---- | ---- | ---- |
| 10   | ↘1   | ↗2   |

По данным переписи 1926 года на выселке проживало 142 человека (69 мужчин и 73 женщины), в том числе: русские составляли 100 % населения.